# 14122 Josties
14122 Josties eller 1998 QA55 är en asteroid i huvudbältet som upptäcktes den 27 augusti 1998 av LONEOS vid Anderson Mesa Station. Den är uppkallad efter astronomen F. Jerry Josties.